# Fazlur Khan
Pour les articles homonymes, voir Khan.
Fazlur Rahman Khan (en bengali : ফজলুর রহমান খান), né le 3 avril 1929 à Dacca et mort le 27 mars 1982 à Djeddah, est un ingénieur de structures (en) et architecte banglado-américain.

## Biographie
Travaillant essentiellement sur le système structurel des gratte-ciel, il est considéré comme le « père des designs tubulaires pour gratte-ciels ».
Il est le concepteur et a contribué à de nombreux projets via l'entreprise Skidmore, Owings and Merrill (SOM) comme la Willis Tower, le 875 North Michigan Avenue, l'U.S. Bank Center, l'aéroport international Roi-Abdelaziz, le One Magnificent Mile, l'université du roi Abdulaziz ou encore l'Onterie Center (en).
Il a notamment reçu le prix Aga Khan d'architecture pour son travail.